# Phaseolus
Phaseolus (vernacular, faséolo) é um género botânico pertencente à família Fabaceae, composto por cerca de 70 espécies, todas nativas das Américas, principalmente do México.
Pelo menos 4 das espécies foram domesticadas desde a era pré-colombiana, devido à sua semente. A mais proeminente destas trata-se do feijão-comum, P. vulgaris, que é cultivado em todo o mundo, em climas tropicais, semitropicais e temperados, sendo o Brasil o maior produtor e consumidor de feijão-comum.

## Etimologia
O nome genérico Phaseolus foi introduzido por Lineu em 1753, do latim phaseolus, uma combinação de phasēlus e do sufixo diminutivo -olus, por sua vez derivado do grego φάσηλος, cuja última origem é desconhecida.

## Espécies
Algumas das espécies são:
- Phaseolus acutifolius
- Phaseolus amblyosepalus
- Phaseolus angustissimus
- Phaseolus anisotrichos
- Phaseolus augustii
- Phaseolus brevicalyx
- Phaseolus chacoensis
- Phaseolus cibellii
- Phaseolus coccineus
- Phaseolus filiformis
- Phaseolus galactoides
- Phaseolus glabellus
- Phaseolus grayanus
- Phaseolus harmsianus
- Phaseolus leucanthus
- Phaseolus lunatus
- Phaseolus maculatus
- Phaseolus massaiensis
- Phaseolus micranthus
- Phaseolus microcarpus
- Phaseolus nelsonii
- Phaseolus oaxacanus
- Phaseolus pachyrrhizoides
- Phaseolus parvulus
- Phaseolus pedicellatus
- Phaseolus plagiocylix
- Phaseolus pluriflorus
- Phaseolus polymorphus
- Phaseolus polystachios
- Phaseolus ritensis
- Phaseolus rimbachii
- Phaseolus rosei
- Phaseolus sonorensis
- Phaseolus tuerckheimii
- Phaseolus vulcanicus
- Phaseolus vulgaris
- Phaseolus xanthotrichus

## Classificação do gênero
| Sistema | Classificação                      | Referência               |
| ------- | ---------------------------------- | ------------------------ |
| Linné   | Classe Diadelphia, ordem Decandria | Species plantarum (1753) |